# أبو آلاء الولائي
أبو ولاء الولائي هاشم فنيان رحيم السراجي (1 تموز 1960 - ) هو مُقاتِل ميلشيات عراقي، الأمين العام لكتائب سيد الشهداء العراقية، التي ترتبط ارتباطاً وثيقاً بلحرس الثوري الإيراني، عقيدةً وتجهيزاً، وترى الولايات المتحدة أن أبا آلاء الولائي صار مؤتمِراً لإسماعيل قاآني بعد مقتل قاسم سليماني في كانون الثاني سنة 2020، وشاركت كتائب سيد الشهداء في شنّ هجمات كثيرة على القوات الأمريكية وقواعدها في العراق وسورية انتقاماً لموقف الولايات المتحدة من عملية طوفان الأقصى التي بدأت في 7 تشرين الأول سنة 2023، وأعلنت الولايات المتحدة في 17 تشرين الثاني سنة 2023 أن كتائب سيد الشهداء وقائدها أبا الولاء إرهابيين عالميين مصنفين تصنيفا خاصا، لاشتراك الكتائب في تهديدها حياة الأمريكيين وجنود التحالف في العراق وسورية.
عُرف أبو آلاء بأسماء أخرى، أبو الولاء الولائي، وهاشم فنيان السراجي وهاشم بنيان السراجي وعلي عبد الزهرة حافظ السراجي.